# Bertholdia livida
Bertholdia livida är en fjärilsart som beskrevs av Adalbert Seitz 1921. Bertholdia livida ingår i släktet Bertholdia och familjen björnspinnare. Inga underarter finns listade i Catalogue of Life.